# Molly Manning Walker
Molly Manning Walker (* 14. September 1993 in London) ist eine britische Filmregisseurin, Drehbuchautorin und Kamerafrau.

## Leben
Molly Manning Walker wurde 1993 in London geboren. Ihren Abschluss als Kamerafrau machte sie 2019 an der National Film and Television School.
Ihr Kurzfilm Good Thanks, You? wurde im Mai 2020 bei den Internationalen Filmfestspielen in Cannes in der Semaine Internationale de la Critique gezeigt. Die Premiere ihres Spielfilmdebüts How to Have Sex erfolgte drei Jahre später, im Mai 2023, ebenfalls in Cannes, wo sie mit dem Preis der Sektion „Un Certain Regard“ ausgezeichnet wurde. Der Film erzählt von drei jugendlichen Britinnen, die zum ersten Mal ohne elterliche Begleitung Urlaub im Ausland machen und dort eine exzessive und ausschweifende Zeit erleben. Zu der Idee für How To Have Sex erklärte Walker Manning, sie sei im Alter von 16 Jahren sexuell missbraucht worden und habe sich erneut traumatisiert gefühlt, als sie von den Ermittlern befragt wurde. Dies habe wiederum einen negativen Effekt auf ihre späteren sexuellen Beziehungen gehabt.
Als Kamerafrau war sie auch für eine Reihe von Musikvideos tätig, unter anderem für Sundress von ASAP Rocky und zum Song Follow Me Around von Radiohead.
Im Mai 2024 wurde Manning Walker Mitglied der European Film Academy. Bei den Internationalen Filmfestspielen von Cannes 2025 ist sie Vorsitzende der Jury der Sektion Un Certain Regard.

## Filmografie
Als Kamerafrau
- 2012: Out of Tune (Kurzfilm)
- 2015: More Hate Than Fear (Kurzfilm)
- 2017: Cabin Pressure (Kurzfilm)
- 2019: City of Children (Kurzfilm)
- 2019: Deep Clean (Kurzfilm)
- 2019: November 1st (Kurzfilm)
- 2019: Pompeii (Kurzfilm)
- 2020: Acrimonious (Kurzfilm)
- 2020: The Forgotten C (Kurzfilm)
- 2020: Somalinimo (Kurzfilm)
- 2020: Morning Song (Kurzfilm)
- 2021: Blue Weekend
- 2022: Bulldozer (Kurzfilm)
- 2022: Mood (Fernsehserie, 3 Folgen)
- 2022: Pram Snatcher (Kurzfilm)
- 2023: Georgie

Als Regisseurin
- 2016: The Worlds My Oyster (Kurzfilm)
- 2020: Good Thanks, You? (Kurzfilm, auch Drehbuch)
- 2020: The Forgotten C (Kurzfilm, auch Drehbuch)
- 2023: How to Have Sex (auch Drehbuch)

## Auszeichnungen
British Independent Film Award
- 2021: Nominierung als Best British Short (The Forgotten C)
- 2023: Nominierung als Bester britischer Independent-Film (How to Have Sex)
- 2023: Nominierung für die Beste Regie (How to Have Sex)
- 2023: Nominierung als Beste Nachwuchsregisseurin für den Douglas Hickox Award  (How to Have Sex)
- 2023: Nominierung für das Beste Drehbuch (How to Have Sex)
- 2023: Nominierung für das Beste Drehbuchdebüt (How to Have Sex)
- 2023: Nominierung für die Beste Kamera (How to Have Sex)

Europäischer Filmpreis
- 2023: Nominierung als European Discovery / Prix FIPRESCI (How to Have Sex)
- 2023: Nominierung für den European University Film Award (How to Have Sex)
- 2023: Nominierung als European Discovery (How to Have Sex)

Filmfest Hamburg
- 2023: Auszeichnung mit dem Arthouse Cinema Award (How to Have Sex)

Internationale Filmfestspiele von Cannes
- 2023: Auszeichnung mit dem Un Certain Regard Award (How to Have Sex)
- 2023: Nominierung für die Caméra d’Or (How to Have Sex)
- 2023: Nominierung für die Queer Palm (How to Have Sex)

Internationales Filmfestival von Stockholm
- 2023: Auszeichnung für die Beste Regie (How to Have Sex)
- 2023: Auszeichnung für das Beste Filmdebüt (How to Have Sex)[8]

London Film Festival
- 2020: Nominierung für den Short Film Award (Good Thanks, You?)[9]

Zurich Film Festival
- 2023: Nominierung als Bester Internationaler Spielfilm für das Golden Eye  (How to Have Sex)[10]